# Reuzegom (studentenclub)
Reuzegom, ofwel Moeder Reuzegom, was van 1946 tot 2018 een Leuvense studentenclub voor mannen. De studentenclub maakte deel uit van de Antwerpse Gilde en het Seniorenkonvent Leuven. De club kwam verschillende keren in opspraak door excessen rondom hun studentendoop (ontgroening). In 2018 werd de club ontbonden nadat een aspirant-lid genaamd Sanda Dia als gevolg van mishandeling tijdens de doop overleed.

## Geschiedenis
De club werd opgericht op 21 februari 1946 door Frans De Meester, Remi Verselder en Hugo Schiltz. De oorspronkelijke clubnaam was OXACO-Leuven (Oud-leerlingen Xaveriuscollege): het doel van de club was het herenigen van oud-leerlingen van het Xaveriuscollege in Borgerhout. Die naam werd veranderd in 1957 naar Reuzegom: een verwijzing naar de 'Reuskens van Borgerhout', traditionele houten poppen die in de achttiende eeuw een kermisattractie waren in Borgerhout, en naar het gelijknamige deuntje dat om het kwartier wordt gespeeld door de beiaard van de Leuvense universiteitsbibliotheek. Een regel in het Reuzenlied luidt "Kere weerom, reuze, reuze, kere weerom, reuzegom". 'Moeder' is een gebruikelijk prefix voor clubs waarbij enkel mannen toegelaten zijn. (Vrouwenclubs worden voorgegaan door het woord 'Vader'.)
In 1964 wordt Reuzegom als eerste niet-regionale club officieel opgenomen in het Seniorenkonvent Leuven wegens zijn drukkende stempel en invloedrijk karakter op het Leuvense clubleven. Sindsdien zijn de banden met het Xaveriuscollege geleidelijk aan beginnen minderen. De reden waarom de club een nieuwe weg insloeg had niet zozeer te maken met een afkeer van het Xaveriuscollege, maar meer met de stijgende Antwerpse interesse in de club door nieuwe universitaire studenten. Vanaf dat moment kende Reuzegom een grote bloei wat haar in korte tijd tot een van de grootste Antwerpse studentenclubs te Leuven wist te vormen. De enorme interesse is het fundament van het elitair karakter dat sinds toen een feit werd: de club hield gesloten vergaderingen met het hoogpraesidium waarbij gesloten stemmingen werden gehouden welke nieuwe leden werden aanvaard of geweigerd. De exclusiviteit van de club werd verzekerd met behulp van hun extreme doopritueel.
De club groeide tijdens de jaren zeventig uit tot een belangrijke club onder het dozijn gezelschappen in de Antwerpse gilde. De jaren 80 kende de omvang van de club een kleine terugval en bestond ze nog maar uit een harde kern van acht personen. In 1990 stond het lidmaatschap van Reuzegom bij het Seniorenkonvent Leuven ter discussie.

## Klacht dierenmisbruik
In 2013 diende dierenrechtenorganisatie Global Action in the Interest of Animals (GAIA) een klacht in tegen de club voor dierenmishandeling, naar aanleiding van een gelekt filmpje uit 2009 waarop te zien was hoe leden een biggetje met een karabijn doodschoten als onderdeel van het Reuzegom-doopritueel. Drie voormalige leden van Reuzegom kregen hiervoor in 2014 een boete van 400 euro.
In het proces rondom de dood van Sanda Dia stelde GAIA zich op als burgerlijke partij wegens handelingen die in strijd zijn met dierenwelzijnswet. De schachten moesten als onderdeel van het doopritueel een levende goudvis inslikken en weer uitbraken na het drinken van visolie. GAIA vroeg voor deze feiten een morele schadevergoeding van 1 euro.

## Doopcharter
Na excessen bij meerdere studentenclubs werd door de KU Leuven in 2013 een doopcharter opgesteld, in een poging de traditionele studentendopen of ontgroeningen veiliger te maken. Door het ondertekenen van het charter verbindt een vereniging zich ertoe de stad op de hoogte te brengen van het tijdstip en de locatie van een doop, geen levende gewervelde dieren te gebruiken tijdens dooprituelen, en zich te onthouden van onder andere het plegen van geweld, racisme, stalking, afpersing, pesterijen, ongewenst seksueel gedrag en discriminatie. Ook moesten doopmeesters nuchter blijven en mochten schachten drank weigeren. De faculteitskringen ondertekenden het charter, maar alle clubs van het Seniorenkonvent Leuven, inclusief Reuzegom, weigerden. In april 2019, enkele maanden na de dood van Sanda Dia, tekenden de clubs van het Seniorenkonvent Leuven het doopcharter alsnog.

## Dood van Sanda Dia
In 2018 kwam Sanda Dia om het leven als gevolg van de fysieke mishandeling die hij onderging tijdens de dertig uur durende dooptraditie. Na enig onderzoek werden enkele betrokken studenten eind 2020 geschorst door de KU Leuven. De toenmalige bestuursleden van Reuzegom waren reeds afgestudeerd.
De strafzaak werd aanvankelijk aanhangig gemaakt bij de rechtbank in Antwerpen, maar werd naar Hasselt overgedragen, omdat de moeder van een van de verdachten persrechter in Antwerpen was. Op 5 augustus 2021 besliste de raadkamer van Hasselt om 18 leden door te verwijzen naar de rechtbank voor onopzettelijke doding, het opzettelijk toedienen van schadelijke stoffen met de dood tot gevolg, onterende behandeling en schuldig verzuim. Het hof van beroep in Antwerpen veroordeelde de studenten in mei 2023 tot werkstraffen en een geldboete voor mensonterende behandeling en onopzettelijke doding. Voor de andere aanklachten werden ze niet schuldig bevonden. Van deze maatregelen wordt geen melding gemaakt op het uittreksel van het strafblad van de veroordeelden, waardoor toekomstige werkgevers die dit document opvragen de veroordelingen niet zullen zien. In België ontstond in de dagen na de rechterlijke uitspraak veel ophef over de beperkte hoogte van de straffen, die door velen te laag werd bevonden. Er werden meerdere openbare betogingen georganiseerd waarin de Antwerpse elite werd beticht van klassejustitie. In de kring van rechters en magistraten was er vervolgens weer verontwaardiging over de kritiek die op de vonnissen was uitgeoefend.

## Ontbinding
De club werd in december 2018 ontbonden, een week na de dood van Sanda Dia. Het aantal actieve leden (studenten aan de Katholieke Universiteit Leuven) rond de tijd van ontbinding in 2018 was ongeveer dertig.
Antwerpse Gilde: Moeder Semini · KVHC Sinjoria · Dolfijnen · Mastentop 
Brabantse Gilde: Bezem Brussel · KVHC Lovania · Ons Hageland · Payottenland
Limburgse Gilde: Hesbania ·  Hasseleta · Heidebloem · Klamme Hand · Maaslandia · Mijnlamp
Oost-Vlaamse Gilde:
KVHC Meetjesland · Moeder Oilsjterse · Zuid-Oost-Vlaamse Club · Waasse Club
West-Vlaamse Gilde: Moeder Brugse